# Kanonier
Kanonier (kurz: Kan) ist die Bezeichnung für Angehörige einer Geschützbedienung, aber auch unterster Dienstgrad für Soldaten der Artillerie.
In der Bundeswehr ist Kanonier eine der Dienstgradbezeichnungen für Soldaten im niedrigsten Dienstgrad.

## Geschichte

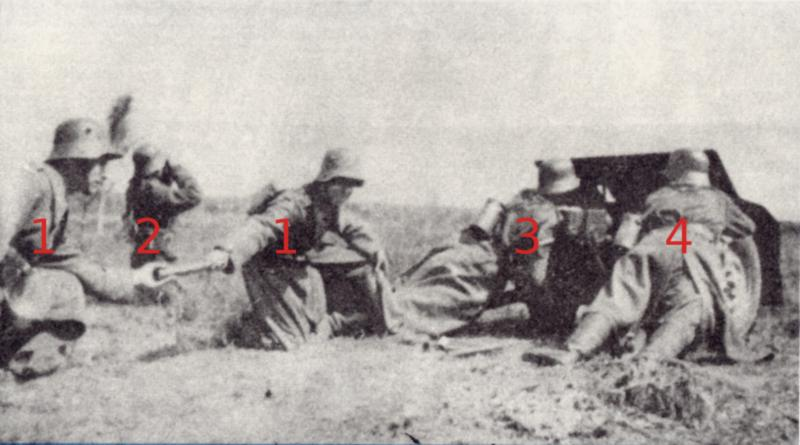
Wehrmacht 37-mm-PaK (1939)
1 Kanoniere (Zünder, Munition u. Ladung)
2 Geschützführer
3 Richtkanonier (stv. Geschützführer)
4 Ladekanonier

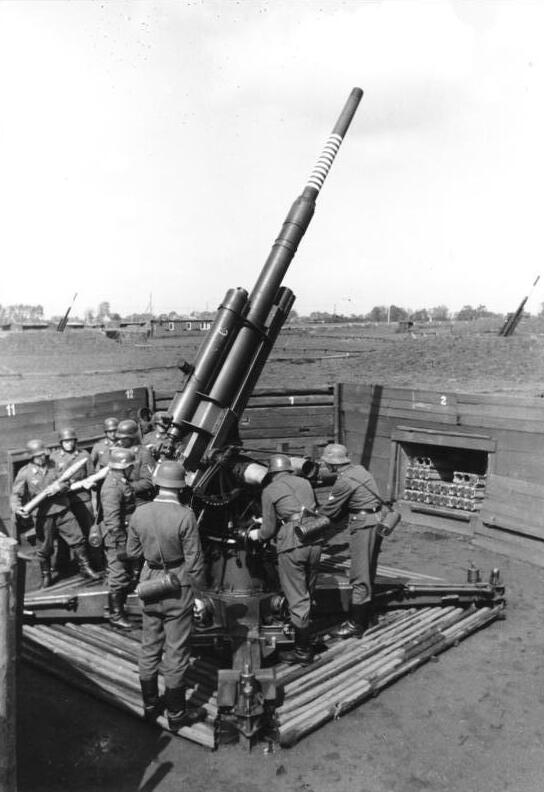
K1-K9, FlaK-Bedienmannschaft

Der schon seit 1411 in Frankreich gebrauchte Ausdruck „canonier“ kam von dort zu den Artillerien der anderen Staaten.
Der „maître cannonier“ übernahm in Abwesenheit des Stückhauptmanns die Aufsicht, war also Offizier. In Preußen wurde zuerst der Artillerie-Unteroffizier mit Kanonier bezeichnet, und erst später wurden so, wie heute, die Mannschaften genannt.
Nachdem die Artillerie sich bis zur Wende des 17./18. Jahrhunderts zur Waffengattung der Landstreitkräfte entwickelt hatte, galten auch ihre Angehörigen als reguläre Soldaten. An die Stelle der zahlreichen Funktionsbezeichnungen des früheren Artilleriewesens trat in der Armee des Deutschen Bundes und des Deutschen Reiches die einheitliche Benennung Kanonier. An sie wurden höhere geistige und körperliche Anforderungen gestellt als an die Angehörigen anderer Waffengattungen. Diesem Erfordernis dienten eine entsprechende Auswahl bei der Musterung der Rekruten (bevorzugt wurden technische Berufe) sowie spezielle Trainingsmethoden in der Ausbildung.
Unter den Kanonieren einer Geschützbedienung waren die zu lösenden Aufgaben genau festgelegt und aufgeteilt. Der Richtkanonier beispielsweise war für das Einstellen des Geschützes nach Azimut und Elevation verantwortlich. In Abwesenheit des Geschützführers übernahm er dessen Aufgaben. Der Verschlusskanonier sorgte für das Funktionieren des Geschützverschlusses sowie die Sauberkeit des Rohrinneren und übertrug bei vielen Systemen den Elevationswinkel auf das Rohr. Der Ladekanonier führte Geschoß und Treibladung in den Laderaum des Rohres ein. Zünder-, Munitions- und Ladungskanonier waren gemeinsam für das Vorbereiten der Munition zum Schuss und die richtige Übergabe an den Ladekanonier verantwortlich. Später wurden die Funktionen der Kanoniere mit Nummern bezeichnet (K1, K2 usw.). Die Funktionsverteilung der Kanoniere blieb, abhängig von Geschützart, bei der konventionellen Artillerie im Prinzip bis in die heutige Zeit bestehen. Es wird jedoch eine gegenseitige Ersetzbarkeit der einzelnen Kanoniere angestrebt.
FlaK-Bedienungsmannschaft
An der Flugabwehrkanone 8,8-cm-FlaK war die Aufgabenverteilung der Geschützbedienung (K = Kanonier) wie folgt:
- K1: Höhenrichtkanonier
- K2: Seiterichtkanonier
- K3: Ladekanonier
- K4 und 5: Munitionskanoniere
- K6: Zündtsteller
- K7 und 8: Munitionskanoniere
- K9: FlaK-Kommandant

Vom Jahre 1919 an war Kanoniere zugleich die Bezeichnung für den untersten Rang der Mannschaften bei der Artillerie. Dies wurde dann auch in der Wehrmacht bis 1945 beibehalten.

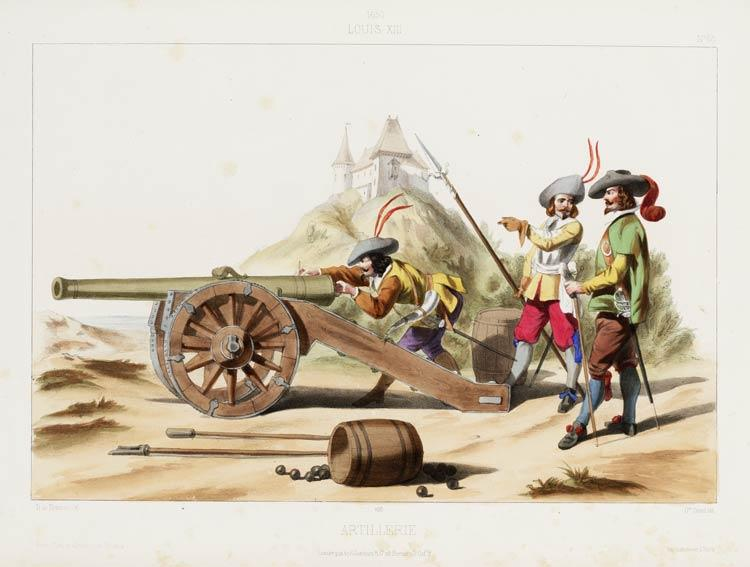
Kanonier Frankreich um 1630
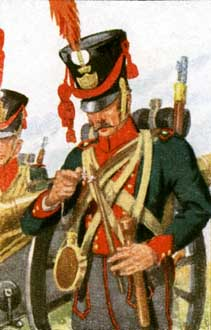
Kanonier sächs. Fußartillerie um 1815
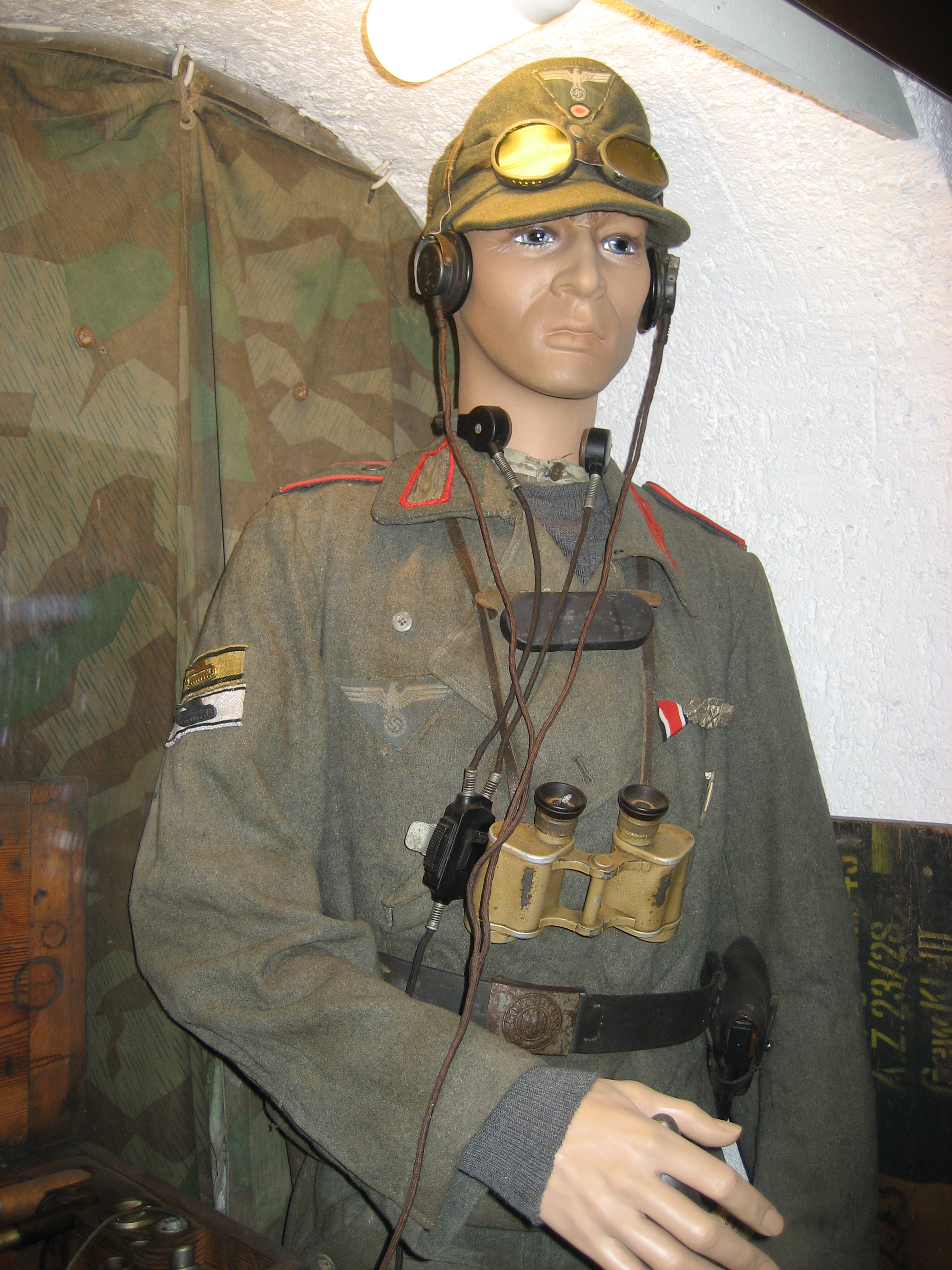
Kanonier Sturmgeschütz (Wehrmacht bis 1945)

## Bundeswehr

### Dienstgradbezeichnungen
Soldaten im niedrigsten Dienstgrad in nicht mit Panzerhaubitzen ausgerüsteten Truppenteilen der Artillerietruppe (Raketenartilleriebatterien, die früheren Feldartilleriebatterien, die früheren Gebirgsartilleriebataillone mit Gebirgshaubitzen, Beobachtungsbatterien, Drohnenbatterien soweit nicht Teil der Heeresaufklärungstruppe, die früheren Begleitbatterien), sowie bei Soldaten im niedrigsten Dienstgrad beim Flugabwehrraketengeschwader 1 der Luftwaffe, sowie Heeresuniformträger im niedrigsten Dienstgrad in den in Nachfolge der Topographietruppe aufgestellten Truppenteilen des Geoinformationsdienstes der Bundeswehr führen den Dienstgrad Kanonier.
Soldaten im niedrigsten Dienstgrad bei der früheren Topographietruppe und der früheren Heeresflugabwehrtruppe führten ebenfalls den Dienstgrad Kanonier. Der Dienstgrad Kanonier entspricht dem Dienstgrad Schütze, Funker, Panzergrenadier usw. (→ vgl. hier) anderer Truppengattungen. Die übrigen Dienstgrade bei diesen Teilbereichen der Bundeswehr entsprechen den allgemeinen Dienstgraden der Bundeswehr.
| Mannschaftsdienstgrad |          |                    |
| Niedrigerer Dienstgrad |          | Höherer Dienstgrad |
| - | Kanonier | Gefreiter          |
| Dienstgradgruppe: Mannschaften – Unteroffiziere o.P. – Unteroffiziere m.P. – Leutnante – Hauptleute – Stabsoffiziere – Generale |          |                    |

### Besonderheiten
Abweichend von den vor allem in der Artillerietruppe gebräuchlichen Bezeichnungen können für geschütztypische Tätigkeiten der betreffenden Kanoniere andere Begriffe Verwendung finden. So sind beispielsweise in der Panzertruppe der Bundeswehr für die Handhabung der Kampfwagenkanone im gleichen Wortsinn folgende Begriffe gebräuchlich:
- Richtschütze (für Richtkanonier, oder K1) und
- Ladeschütze (für Ladekanonier, oder K2).

## Nationale Volksarmee

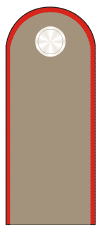
Kanonier NVA bis 1970

In der Nationalen Volksarmee der DDR war der Kanonier zunächst ebenfalls eine Funktions- und Dienstgradbezeichnung. Mit der Dienstlaufbahnordnung vom 10. Dezember 1970 wurde der Dienstgrad Kanonier durch Soldat ersetzt.